# Jorge Camacho (écrivain)
Pour les articles homonymes, voir Jorge Camacho et Camacho.
Camacho  Cordón est un nom espagnol. Le premier nom de famille, en général paternel, est Camacho ; le second, en général maternel, souvent omis, est Cordón.
Jorge Camacho Cordón est un poète espagnol. Né le 18 novembre 1966 à Zafra (Badajoz), il apprend l'espéranto en 1980 et publie des poèmes en espéranto et aussi en espagnol.

## Actions en faveur de l’espéranto
Il est membre de l'Académie d'espéranto de 1992 à 2001. Depuis 1995, il travaille pour l'Union européenne à Bruxelles et interprète l'anglais et le finnois en espagnol.
Il devient rédacteur en chef de Beletra Almanako en septembre 2007.

## Ouvrages

### En esperanto
- Belartaj Konkursoj de UEA recueil de poèmes et d'histoires courtes en espéranto, prix Grabowski 1992.
- Ibere libere (avec Miguel Fernández, Gonçalo Neves et Liven Dek, sous le pseudonyme de Miguel Gutiérrez, 1993
- La majstro kaj Martinelli (Le Maître et Martinelli ; roman, 1993)
- Celakantoj (Cœlacanthes ; poèmes écrits en espéranto)
- Saturno (Saturne ; collection bilingue de poèmes en espagnol et en espéranto)

### En espagnol
- Palestina estrangulada (2018)[1]
- Quemadura (2020)